# 자말라
자말라(우크라이나어: Джамала, 크림 타타르어: Camala)라는 예명으로 잘 알려진 수사나 알리미우나 자말라디노바(우크라이나어: Суса́на Алі́мівна Джамаладі́нова, 크림 타타르어: Susana Camaladinova, 1983년 8월 27일 ~ ), 우크라이나의 가수이다. 유로비전 송 콘테스트 2016에서 1944년 소련  시대 에 의해 중앙아시아로 추방된 크림 타타르인 을 노래한 곡 "1944"로 우승을 차지하였다.